# Jack Bernhard
Jack Bernhard (né le 28 novembre 1914 à Philadelphie, en Pennsylvanie, et mort le 30 mars 1997 à Beverly Hills, en Californie) est un réalisateur et un producteur de cinéma américain.

## Biographie
Bernhard réalisa onze films en quatre ans, entre 1946 et 1950.
Pendant la Seconde Guerre mondiale, il est stationné en Angleterre. Il y fait la rencontre de l'actrice londonienne Jean Gillie qu'il épouse en mai 1944. Ils s'installent ensemble aux États-Unis et Bernhard lance la carrière de sa femme à Hollywood en lui offrant le rôle principal du film noir La Rapace (Decoy). Gillie y joue le rôle d'une femme fatale sans scrupules aux amours multiples. En 1947, le couple se sépare et Gillie rentre en Angleterre ou elle meurt prématurément l'année suivante.
En 1948, Bernhard adapte notamment le roman Once Too Often de l'écrivain américain Whitman Chambers qui devient sous sa caméra le film noir Blonde Ice.

## Filmographie

### Cinéma

#### Réalisateur
- 1946 : La Course au bonheur (Sweetheart of Sigma Chi)
- 1946 : La Rapace (Decoy)
- 1947 : Violence
- 1948 : L'Île inconnue (Unknown Island)
- 1948 : Perilous Waters (en)
- 1948 : L'Emprise (The Hunted)
- 1948 : Blonde Ice
- 1948 : Appointment with Murder (en)
- 1949 : Alaska Patrol (en)
- 1949 : Search for Danger (en)
- 1950 : The Second Face

#### Producteur
- 1941 : L'Échappé de la chaise électrique (Man Made Monster), de George Waggner
- 1941 : L'Île de l'épouvante (Horror Island) de George Waggner

### Télévision
- 1949-1955 : Fireside Theatre (en), série